# Disney's Aladdin (datorspel)
Disney's Aladdin är en serie plattformsspel från 1993, baserade på Disneyfilmen med samma namn från 1992. Sega Mega Drive-versionen utvecklades av Virgin Interactive, och överfördes även till andra spelmaskiner, medan en annan version utvecklades av Capcom till SNES, för att senare överföras till Game Boy Advance. Ytterligare en version utvecklades av SIMS till Sega Master System och Sega Game Gear.
En skillnad är att i Virgin Interactives version använder sig Aladdin även av en sabel, medan han i Capcoms version enbart slänger äpplen på fienderna, samt hoppar på dem, eller hoppar upp och griper tag i bjälkar och sedan svingar sig mot fienden för att ge dem en spark.

## Mottagande
Spelet belönades med pris som bästa Mega Drive-spel 1993 av Electronic Gaming Monthly. De tilldelade det också pris för bästa animation. Mega placerade spelet på tolfte plats i sin lista över de bästa Mega Drive-spelen genom tiderna. Datormagazin ansåg att Amigaversionen av spelet hade bra spelkontroll med snabba rörelser, grafiken och bakgrunderna var snygga och animationerna mjuka, och ljudeffekterna och musiken var välgjord. Däremot tyckte man att det var dålig stil att disketterna både var kopieringsskyddade och hade manualskydd, och spelet fick 4/5 i betyg. Super Power ansåg att NES-versionen var dravel och gav spelet betyget 35 av 100.
Mega Drive-versionen av spelet sålde fyra miljoner exemplar världen över, vilket gör det till det tredje bästsäljande Mega Drive-spelet genom tiderna, efter Sonic the Hedgehog och Sonic the Hedgehog 2.